# Emmanuel Petit
Pour les articles homonymes, voir Petit.
Emmanuel Petit, né le 22 septembre 1970 à Dieppe (Seine-Maritime), est un footballeur international français. Il évolue au poste de milieu récupérateur et parfois comme défenseur central ou arrière gauche de 1988 à 2004.
Révélé très tôt à l'AS Monaco, ce gaucher athlétique passe neuf saisons dans son club formateur et remporte un championnat et une Coupe de France, il est titulaire lors de la première finale européenne de l'histoire du club lors de Coupe d'Europe des vainqueurs de coupe 1992.
Parti à Arsenal, il est champion d’Angleterre en 1998 avec Arsenal. En trois saisons, il remporte également une Coupe d’Angleterre et deux Community Shield s'offrant également une seconde finale européenne cette fois en Coupe UEFA en 2000.
Il termine sa carrière au Chelsea FC après un passage d'une saison au FC Barcelone.
Sélectionné en équipe de France à partir de 1990, il est remplaçant lors de l'Euro 1992 avant de devenir l'un des cadres de l'équipe de France qui a remporté la Coupe du monde 1998 et l'Euro 2000. Il marque notamment le dernier but de la victoire trois zéro des Bleus en finale de la Coupe du monde 1998 contre le Brésil qui est aussi le 1000e but dans l'histoire de l'équipe de France.

## Biographie

### Enfance et formation
Emmanuel Petit fait ses premières armes dans sa Normandie natale dans le club de l'ES Arques-la-Bataille. Il passe ensuite par l'ES Coutances où il intègre l'équipe première à seulement treize ans marquant dix-huit buts et délivrant trente-six passes décisives. Ces statistiques aussi précoces font grand bruit autant dans les médias français qu'étrangers. La BBC annonce même une somme de 4 millions de livres d'un grand club anglais.
Retenu logiquement dans la sélection minime de la Ligue de Normandie, il porte le numéro 10 de meneur de jeu mais doit évoluer comme libéro pour compenser la blessure d'un coéquipier. Il déclare plus tard : « Peut-être qu'en restant au milieu de terrain je ne me serais pas fait remarquer ».

### AS Monaco
Petit rejoint le centre de formation de l'AS Monaco en 1985 en cadet première année. À son arrivée en cadet première année, il connaît un passage à vide et une adaptation délicate l'écartent dans un premier temps de l'équipe de France cadets. Un flottement de courte durée qui ne l'empêche pas de retrouver la sélection juniors.
Le passage obligatoire par l'équipe réserve et la troisième division s'étant révélé positif et l'équipe première comptant de nombreux blessés l'élève de Pierre Tournier, directeur du centre, est intégré dans l'effectif professionnel par Arsène Wenger, venu superviser un match de l'équipe réserve, et ne le quittera plus. Les 1er et 15 mars 1989, il est sur le banc des remplaçants pour le match contre Galatasaray SK, en quart de finale de la Coupe des clubs champions européens 1988-1989,. Le 18 mars suivant, Emmanuel Petit joue son premier match professionnel au FC Sochaux-Montbéliard lors d'un match nul et vierge. Il joue à plusieurs postes en fonction des besoins. Il est titulaire lors de la finale de Coupe de France perdu quatre buts à trois contre l'Olympique de Marseille.
Pour la saison 1989-1990, Petit joue en tant que stagiaire pour la troisième saison consécutive. Il se stabilise pourtant dans l'équipe première, étant utilisé à trente-six reprises toutes compétitions confondues et titularisé lors des demi-finales aller et retour de Coupe des Coupes contre l'UC Sampdoria, perdu sur le total des rencontres. Il se fixe au poste de défenseur central, associé à Roger Mendy, et est remarqué par Michel Platini, sélectionneur de l'équipe de France.
En 1991, il remporte son premier trophée avec l'AS Monaco, soulevant la Coupe de France remportée un but à zéro face à l’Olympique de Marseille et le club termine vice-champion de France.
De nouveau vice-champion de France la saison suivante, il s'incline en finale de la Coupe des Coupes, perdue deux à zéro face au Werder Brême. Il atteint également la finale de Coupe de France après une victoire aux tirs au but contre l'AS Cannes mais la finale est annulée à la suite de la catastrophe de Furiani.
Devenu titulaire indiscutable depuis plusieurs années, il atteint la demi-finale de Ligue des Champions en 1994 mais s'incline trois buts à zéro contre l'AC Milan alors que le club termine à la neuvième place du championnat.
Demi-finaliste d'une compétition européenne pour la quatrième fois avec l'ASM en 1997, il s'incline lors d'un match aller-retour contre l'Inter Milan, en Coupe de l'UEFA mais cette saison reste tout de même celle où il est sacré champion de France.

### Arsenal FC
En 1997, douze ans après être arrivé à Monaco et après avoir remporté le championnat aux côtés de Fabien Barthez et Sonny Anderson, il décide de franchir un palier et quitte le championnat de France pour l'Angleterre, où son ancien mentor Arsène Wenger lui demande de le rejoindre à Arsenal.
Petit retrouve donc son ancien entraîneur, à Arsenal. Sa résurrection coïncide avec son arrivée en Angleterre. À Monaco, il évoluait dans un rôle restreint match après match alors qu'il pensait pouvoir apporter beaucoup plus. À Arsenal, il évolue au milieu de terrain avec un double rôle : défensif puis de premier relanceur voire de buteur. Sa première saison est récompensée par un doublé Cup-Premier League et lui permet d'être sélectionné pour participer à la Coupe du monde en France.
Tout juste champion du monde, il commence la saison suivante avec un nouveau titre, soulevant le Charity Shield face à Manchester United mais les Gunners échouent de peu à remporter un second titre, terminant à un point des champions mancuniens.
Il remporte un nouveau Charity Shield la saison suivante, mais échoue de nouveau à la seconde place du championnat, loin du champion cette fois-ci. Il est cependant titulaire pour la finale de Coupe UEFA 2000 mais s'incline lors de la séance de tirs au but contre le Galatasaray SK.

### FC Barcelone
Emmanuel Petit est transféré à Barcelone avec son coéquipier d'Arsenal Marc Overmars à l'été 2000 pour 7 millions de livres (14 millions d'euros). 
À Barcelone, il est repositionné en défense et souffre de nombreuses blessures. En conséquence, il ne réussit pas à s'installer durablement dans le onze de départ. Dans sa biographie, publiée en 2008, le milieu de terrain consacre un chapitre à son passage à Barcelone, où il révèle que l'entraîneur Lorenzo Serra Ferrer ne savait même pas à quel poste il jouait lorsqu'il a rejoint l'équipe. Il marque son unique but pour le FC Barcelone le 13 mai 2001 à domicile contre le Rayo Vallecano, lors d'une victoire cinq buts à un.

### Chelsea FC
Après sa première saison au Camp Nou, il retourne en Angleterre dans le club de Chelsea pour un transfert de 7,5 millions de livres. 
Il est titulaire pour les Blues lors d'une première saison moyenne. Il joue lors de la finale de la FA Cup 2002, que Chelsea perd face à son ancien club, Arsenal. Il inscrit son premier but pour Chelsea lors d'une victoire deux buts à un contre Derby County le 30 mars 2002. 
Sa deuxième saison est bien meilleure, puisqu'il forme un duo impressionnant au milieu de terrain avec Frank Lampard, tandis que Chelsea a surpris lors du dernier match décisif de la saison contre Liverpool, permettant de décrocher la quatrième place pour la Ligue des champions de l'UEFA. Il a également marqué deux buts au cours de la saison : contre Everton en Coupe de la Ligue, et contre son ancien club, Arsenal, en championnat. Cependant, après des blessures récurrentes au genou, il reste sur le banc pour la suite de la saison. Son dernier match avec Chelsea se joue le 1er févier 2004 contre Blackburn Rovers, il est libre de tout engagement à l'été 2004.
Il refuse de jouer pour Bolton à cause d'une mauvaise convalescence du genou à la suite d'une opération. Le 20 janvier 2005, il annonce sa retraite.

### En équipe de France
Alors qu'il s'impose à l'AS Monaco lors de la saison 1989-1990, Emmanuel Petit est remarqué par Michel Platini, sélectionneur de l'équipe de France. Un an plus tard, grâce à une fulgurante adaptation, il obtient sa première sélection en équipe de France, le 15 août 1990, face à la Pologne (0-0),. Il obtient quelques autres sélections en équipe de France et fait partie des 20 retenus pour l'Euro 92 en Suède mais ne disputera aucun des trois matchs.
Après la non qualification de la France pour le Mondial 1994 et le fameux France-Bulgarie auquel il participe, Emmanuel Petit est retenu par Aimé Jacquet pour participer à la Coupe Kirin 1994 et joue contre l'Australie. Il doit ensuite attendre deux ans avant de faire son retour avec les Bleus lors d'un match amical contre la Grèce en février 1996. Malgré ce retour, il n'est pas retenu pour l'Euro 1996. Pendant longtemps, les Français ont le sentiment qu'il peut apporter plus.
Auréolé d'un titre de champion d'Angleterre, il parvient à décrocher une place dans la sélection française pour la Coupe du monde 1998 grâce à sa polyvalence. Il est la révélation française de ce Mondial. Titulaire de dernière minute, Petit s'épanouit tout au long de la compétition. Tactiquement, techniquement et physiquement au point, il n'a aucun déchet dans son jeu. Il inscrit même ses deux premiers buts en Bleu durant la compétition. Il marque son premier but lors du dernier match de groupe, face au Danemark à la 56e minute, en dehors de la surface de réparation, alors qu'il récupère le ballon après un corner, permettant ainsi à l'équipe de France de mener 2 buts à 1 puis de remporter sa troisième victoire en trois matchs. Lors de la finale face au Brésil remportée par les Bleus, il tire le corner sur le premier but de Zinédine Zidane, et marque le 3e but (son 2e dans cette coupe du monde et le 1000e de l'histoire de l'équipe de France) sur la dernière action du match, concertée avec Christophe Dugarry, lequel récupère le ballon à la suite d'un corner manqué du Brésil, et Patrick Vieira dans le temps additionnel. Après une passe décisive de Vieira, et alors que le gardien de but brésilien Cláudio Taffarel vient au devant de lui, il effectue une frappe en douceur et le ballon termine sa course dans le petit filet. Durant cette finale, il fut pour Aimé Jacquet « le meilleur ».
L'Euro 2000 sera plus compliqué pour lui. Titulaire sur les 2 premiers matchs, il perd sa place au profit de Patrick Vieira, jusqu'à la demi-finale où il effectue son retour à la faveur d'une tactique à 3 milieux récupérateurs. Il remporte toutefois la compétition avec les Bleus face à l'Italie en finale (qu'il ne dispute pas).
Il révèle lors d'une interview en juin 2020 qu'il était atteint de paludisme durant la compétition.
Après deux ans de matchs amicaux (l'équipe de France étant championne du monde en titre et donc directement qualifiée), il est appelé pour participer à la Coupe du monde 2002, où la France sera éliminée dès le premier tour.
Longtemps perturbé par des blessures durant la saison 2002-2003, Petit ne dispute que trois matchs avec les Bleus durant cet exercice. Alors que son retour avec Chelsea se fait progressivement en septembre 2003, le champion du monde 98 annonce sa retraite internationale, prenant son entourage à contre pied. Il critique à cette occasion la gestion des Bleus par Jacques Santini. Celui qui est alors le plus ancien des Bleus en activité s'arrête à 63 sélections et 6 buts internationaux.
Sa dernière sélection a eu lieu le 12 février 2003 contre la République tchèque (défaite 2-0). Pour l'anecdote, le gardien Ulrich Ramé honorera également sa dernière sélection au cours de ce match.
Le 8 septembre 2003, lors d'une interview au journal L'Équipe, il annonce prendre sa retraite internationale.

### Reconversion comme consultant
De 2005 à 2007, il suit la formation de manager général au Centre de droit et d'économie du sport de Limoges.
Après sa carrière, il entame une carrière de consultant. Le 15 février 2005 sur France 2, il commente avec Florent Gautreau le match pour l'espoir organisé en solidarité en faveur des victimes du séisme du 26 décembre 2004 dans l'océan Indien en Asie du Sud-Est. De 2005 à 2007, il commente les matchs du championnat anglais sur TPS Star.
En mars 2008, il publie un livre intitulé À fleur de peau (coécrit avec Jérôme Le Fauconnier) dans lequel il s'en prend notamment à l'Olympique de Marseille (« Je pense que Monaco et Paris ont été privés de deux ou trois titres de champions à une époque où (Marseille) dominait les autres en appliquant des méthodes un peu troubles ») ainsi qu'à Zinédine Zidane (« Pour Zidane, on est différents. On n'a rien à se dire. On ne peut pas prétendre aider ceux qui en ont besoin tout en servant la cause des grands patrons qui réalisent des bénéfices records sans les redistribuer »).
L'Équipe TV fait appel à lui pour l'Euro 2008. En 2008, il devient consultant pour France Télévisions où il participe à l'émission de pronostics sportifs Le Match des experts sur France 3 et commente les matchs de Cup anglaise, de Coupe de France et de Coupe de la Ligue. Il quitte les chaînes du service public en 2016. Parallèlement, il est consultant pour les médias de L'Équipe : il tient une chronique sur le site internet, intervient après les matchs internationaux sur L'Équipe TV et est régulièrement présent sur le plateau de l'émission L'Équipe du Soir.
Pendant la Coupe du monde 2010, Emmanuel Petit co-anime avec le journaliste Laurent Luyat le plateau avant, à la mi-temps et à la fin de chaque match retransmis par France Télévisions.
Le 21 juin 2010, à la suite des affaires et rebondissements touchant l'équipe de France, il revient sur la problématique concernant Zinédine Zidane à l'occasion de son coup de tête porté sur le défenseur italien Marco Materazzi lors de la finale de la Coupe du monde 2006. Selon lui, le fait que ce geste ait été « excusé » par le Président de la République de l'époque, Jacques Chirac, ne peut avoir de répercussion positive sur l'attitude des joueurs de football, référence faite aux insultes proférées par Nicolas Anelka à l'encontre de Raymond Domenech à la mi-temps du match France - Mexique. Il quitte ensuite le plateau de France 2 passablement énervé par plusieurs éléments dont l'intervention de la ministre des sports, Roselyne Bachelot auprès des joueurs de l'équipe de France, estimant que tout ceci arrive trop tard.
En 2009, il commente les matchs de l'équipe de France sur TV5 Monde.
Durant la Coupe du monde 2014, il est consultant pour la chaîne I24news où, avec Sidney Govou, il analyse les matches en plateau.
Il s'engage avec SFR Groupe peu avant l'Euro 2016. Pour cette compétition, il intervient sur RMC et BFM TV. Il collabore ensuite avec la nouvelle chaîne SFR Sport 1 qui dispose des droits de diffusion en France du championnat anglais. Il participe notamment aux émissions Half Time sur SFR Sport 1 et Team Duga et Manu & Coach diffusées sur RMC.

### Hippisme
En 2025, il achète un poulain (Make Your Day) faisant partie du projet "Part of Dream" et assiste régulièrement à des courses hippiques, comme le Prix d'Amérique. Le 13 février son poulain remporte sa première course à Cagnes-sur-Mer.

## Style de jeu
Jeune, Emmanuel Petit est repéré par l'AS Monaco comme libéro alors qu'il joue habituellement meneur de jeu. Lorsqu'il fait ses premiers pas avec l'équipe première de l'ASM, Petit joue à différents postes en fonction des besoins. En décembre 1989, il déclare que « c'est dans l'axe défensif central comme libéro ou stoppeur, ou à défaut comme milieu [qu'il est] le plus à l'aise ». Lors de la saison 1989-1990, Arsène Wenger le fixe à ce poste d'arrière central. Alors qu'il est associé à Roger Mendy, ses performances sont remarquées par Michel Platini, sélectionneur de l'équipe de France, qui lui prédit lui aussi un meilleur avenir au poste de stoppeur.
En décembre 1989, Arsène Wenger, son entraîneur à Monaco, déclare : « après avoir sondé ses possibilités, il en ressort que son avenir se situe en défense centrale. C'est là que s'expriment le mieux ses qualités : bon placement et sens tactique, relance précise de gaucher, vitesse de course intéressante et jeu de tête au-dessus de la moyenne ».

## Statistiques

### Détails par saison
Ce tableau présente les statistiques en carrière de joueur d'Emmanuel Petit,.
| Saison                | Club                  | Championnat           | Championnat | Championnat | Championnat | Coupe nationale | Coupe nationale | Coupe nationale | Coupe de la Ligue | Coupe de la Ligue | Coupe de la Ligue | Supercoupe | Supercoupe | Supercoupe | Compétition(s) continentale(s) | Compétition(s) continentale(s) | Compétition(s) continentale(s) | Compétition(s) continentale(s) | France | France | France | Total | Total | Total |
| Saison                | Club                  | Division              | M.          | B.          | P.d.        | M.              | B.              | P.d.            | M.                | B.                | P.d.              | M.         | B.         | P.d.       | Comp.                          | M.                             | B.                             | P.d.                           | M.     | B.     | P.d.   | M.    | B.    | P.d.  |
| 1988-1989             | AS Monaco             | Division 1            | 9           | 0           | -           | 9               | 1               | -               | -                 | -                 | -                 | -          | -          | -          | -                              | -                              | -                              | -                              | -      | -      | -      | 18    | 1     | 0     |
| 1989-1990             | AS Monaco             | Division 1            | 28          | 0           | -           | 1               | 0               | -               | -                 | -                 | -                 | -          | -          | -          | C2                             | 7                              | 0                              | -                              | -      | -      | -      | 36    | 0     | 0     |
| 1990-1991             | AS Monaco             | Division 1            | 27          | 1           | -           | 6               | 0               | -               | -                 | -                 | -                 | -          | -          | -          | C3                             | 5                              | 0                              | -                              | 1      | 0      | 0      | 39    | 1     | 0     |
| 1991-1992             | AS Monaco             | Division 1            | 28          | 0           | 1           | 4               | 0               | -               | -                 | -                 | -                 | -          | -          | -          | C2                             | 7                              | 0                              | 1                              | 3      | 0      | 0      | 42    | 0     | 2     |
| 1992-1993             | AS Monaco             | Division 1            | 25          | 1           | 2           | 2               | 0               | -               | -                 | -                 | -                 | -          | -          | -          | -                              | -                              | -                              | -                              | 5      | 0      | 0      | 32    | 1     | 2     |
| 1993-1994             | AS Monaco             | Division 1            | 28          | 0           | 2           | 2               | 0               | -               | -                 | -                 | -                 | -          | -          | -          | C1                             | 10                             | 0                              | 1                              | 5      | 0      | 0      | 45    | 0     | 3     |
| 1994-1995             | AS Monaco             | Division 1            | 25          | 1           | 2           | 1               | 0               | -               | 1                 | 0                 | -                 | -          | -          | -          | -                              | -                              | -                              | -                              | -      | -      | -      | 27    | 1     | 2     |
| 1995-1996             | AS Monaco             | Division 1            | 23          | 1           | 4           | 3               | 0               | -               | -                 | -                 | -                 | -          | -          | -          | C3                             | 1                              | 0                              | -                              | 1      | 0      | 0      | 28    | 1     | 4     |
| 1996-1997             | AS Monaco             | Division 1            | 29          | 0           | 3           | 1               | 0               | -               | 3                 | 0                 | -                 | -          | -          | -          | C3                             | 7                              | 0                              | -                              | -      | -      | -      | 40    | 0     | 3     |
| Sous-total            | Sous-total            | Sous-total            | 222         | 4           | 14          | 29              | 1               | -               | 4                 | 0                 | -                 | -          | -          | -          | -                              | 37                             | 0                              | 2                              | 15     | 0      | 0      | 307   | 5     | 16    |
| 1997-1998             | Arsenal FC            | Premier League        | 32          | 2           | 7           | 7               | 0               | 1               | 3                 | 0                 | 1                 | -          | -          | -          | C3                             | 2                              | 0                              | 0                              | 11     | 2      | 1      | 55    | 4     | 10    |
| 1998-1999             | Arsenal FC            | Premier League        | 26          | 4           | 3           | 3               | 2               | -               | -                 | -                 | -                 | 1          | 0          | 0          | C1                             | 3                              | 0                              | 3                              | 6      | 1      | 0      | 39    | 7     | 6     |
| 1999-2000             | Arsenal FC            | Premier League        | 27          | 3           | 7           | 3               | 0               | -               | -                 | -                 | -                 | 1          | 0          | 0          | C1+C3                          | 2+8                            | 0                              | 0+1                            | 9      | 0      | 3      | 50    | 3     | 11    |
| Sous-total            | Sous-total            | Sous-total            | 85          | 9           | 17          | 13              | 2               | 1               | 3                 | 0                 | 1                 | 2          | 0          | 0          | -                              | 15                             | 0                              | 4                              | 26     | 3      | 4      | 144   | 14    | 27    |
| 2000-2001             | FC Barcelone          | Primera División      | 23          | 1           | 0           | 5               | 0               | -               | -                 | -                 | -                 | -          | -          | -          | C1+C3                          | 4+6                            | 0                              | 0                              | 9      | 1      | 0      | 47    | 2     | 0     |
| Sous-total            | Sous-total            | Sous-total            | 23          | 1           | 0           | 5               | 0               | -               | -                 | -                 | -                 | -          | -          | -          | -                              | 10                             | 0                              | 0                              | 9      | 1      | 0      | 47    | 2     | 0     |
| 2001-2002             | Chelsea FC            | Premier League        | 27          | 1           | 3           | 6               | 0               | -               | 2                 | 0                 | -                 | -          | -          | -          | C3                             | 3                              | 0                              | -                              | 10     | 2      | 1      | 48    | 3     | 4     |
| 2002-2003             | Chelsea FC            | Premier League        | 24          | 1           | 5           | 5               | 0               | -               | 1                 | 1                 | -                 | -          | -          | -          | C3                             | 1                              | 0                              | -                              | 3      | 0      | 1      | 34    | 2     | 6     |
| 2003-2004             | Chelsea FC            | Premier League        | 4           | 0           | 1           | 1               | 0               | -               | -                 | -                 | -                 | -          | -          | -          | C1                             | 2                              | 0                              | 1                              | -      | -      | -      | 7     | 0     | 2     |
| Sous-total            | Sous-total            | Sous-total            | 55          | 2           | 9           | 12              | 0               | -               | 3                 | 1                 | -                 | -          | -          | -          | -                              | 6                              | 0                              | 1                              | 13     | 2      | 2      | 89    | 5     | 12    |
| Total sur la carrière | Total sur la carrière | Total sur la carrière | 385         | 16          | 40          | 59              | 3               | 1               | 10                | 1                 | 1                 | 2          | 0          | 0          | -                              | 68                             | 0                              | 7                              | 63     | 6      | 6      | 587   | 26    | 55    |

#### Listes des matchs internationaux
| Matchs internationaux d'Emmanuel Petit | Matchs internationaux d'Emmanuel Petit | Matchs internationaux d'Emmanuel Petit            | Matchs internationaux d'Emmanuel Petit | Matchs internationaux d'Emmanuel Petit | Matchs internationaux d'Emmanuel Petit       | Matchs internationaux d'Emmanuel Petit                              |
| #                                      | Date                                   | Lieu                                              | Adversaire                             | Résultat                               | Compétition                                  | Notes                                                               |
| -------------------------------------- | -------------------------------------- | ------------------------------------------------- | -------------------------------------- | -------------------------------------- | -------------------------------------------- | ------------------------------------------------------------------- |
| 1                                      | 15 août 1990                           | Parc des Princes, Paris, France                   | Pologne                                | N 0 - 0                                | Match amical                                 | Titulaire.                                                          |
| 2                                      | 25 mars 1992                           | Parc des Princes, Paris, France                   | Belgique                               | N 3 - 3                                | Match amical                                 | Titulaire, remplacé par Jean-Philippe Durand à la 46e minute.       |
| 3                                      | 27 mai 1992                            | Stade olympique de la Pontaise, Lausanne, Suisse  | Suisse                                 | D 1 - 2                                | Match amical                                 | Entre en jeu à la place de Didier Deschamps à la 46e minute.        |
| 4                                      | 5 juin 1992                            | Stade Félix Bollaert, Lens, France                | Pays-Bas                               | N 1 - 1                                | Match amical                                 | Titulaire, remplacé par Manuel Amoros à la 46e minute.              |
| 5                                      | 26 août 1992                           | Parc des Princes, Paris, France                   | Brésil                                 | D 0 - 2                                | Match amical                                 | Titulaire, remplacé par Laurent Fournier à la 56e minute.           |
| 6                                      | 9 septembre 1992                       | Stade national Vassil-Levski, Sofia, Bulgarie     | Bulgarie                               | D 0 - 2                                | Éliminatoires de la Coupe du monde 1994      | Titulaire.                                                          |
| 7                                      | 17 février 1993                        | Stade Ramat Gan, Tel Aviv, Israël                 | Israël                                 | V 4 - 0                                | Éliminatoires de la Coupe du monde 1994      | Entre en jeu à la place de David Ginola à la 63e minute.            |
| 8                                      | 27 mars 1993                           | Stade Ernst-Happel, Vienne, Autriche              | Autriche                               | V 1 - 0                                | Éliminatoires de la Coupe du monde 1994      | Titulaire.                                                          |
| 9                                      | 28 avril 1993                          | Parc des Princes, Paris, France                   | Suède                                  | V 2-1                                  | Éliminatoires de la Coupe du monde 1994      | Titulaire.                                                          |
| 10                                     | 28 juillet 1993                        | Stade Michel-d'Ornano, Caen, France               | Russie                                 | V 3 - 1                                | Match amical                                 | Titulaire, remplacé par Xavier Gravelaine à la 79e minute.          |
| 11                                     | 8 septembre 1993                       | Stade Ratina, Tampere, Finlande                   | Finlande                               | V 2 - 0                                | Éliminatoires de la Coupe du monde 1994      | Titulaire.                                                          |
| 12                                     | 13 octobre 1993                        | Parc des Princes, Paris, France                   | Israël                                 | D 2 - 3                                | Éliminatoires de la Coupe du monde 1994      | Titulaire.                                                          |
| 13                                     | 17 novembre 1993                       | Parc des Princes, Paris, France                   | Bulgarie                               | D 1 - 2                                | Éliminatoires de la Coupe du monde 1994      | Titulaire.                                                          |
| 14                                     | 25 mai 1994                            | Stade du Mémorial de l'Universiade, Kobé, Japon   | Australie                              | V 1 - 0                                | Coupe Kirin 1994                             | Titulaire.                                                          |
| 15                                     | 21 février 1996                        | Stade des Costières, Nîmes, France                | Grèce                                  | V 3 - 1                                | Match amical                                 | Titulaire, remplacé par Cyrille Pouget à la 77e minute.             |
| 16                                     | 11 octobre 1997                        | Stade Bollaert, Lens, France                      | Afrique du Sud                         | V 2 - 1                                | Match amical                                 | Titulaire, remplacé par Alain Boghossian à la 31e minute.           |
| 17                                     | 12 novembre 1997                       | Stade Geoffroy-Guichard, Saint-Étienne, France    | Écosse                                 | V 2 - 1                                | Match amical                                 | Titulaire, remplacé par Alain Boghossian à la 73e minute.           |
| 18                                     | 25 mars 1998                           | Stade Dynamo, Moscou, Russie                      | Russie                                 | D 0 - 1                                | Match amical                                 | Titulaire, remplacé par Vincent Candela à la 46e minute.            |
| 19                                     | 27 mai 1998                            | Stade Mohammed-V, Casablanca, Maroc               | Belgique                               | V 1 - 0                                | Tournoi Hassan II 1998                       | Titulaire.                                                          |
| 20                                     | 5 juin 1998                            | Olympiastadion, Helsinki, Finlande                | Finlande                               | V 1 - 0                                | Match amical                                 | Titulaire.                                                          |
| 21                                     | 12 juin 1998                           | Stade Vélodrome, Marseille, France                | Afrique du Sud                         | V 3 - 0                                | Premier tour de la Coupe du monde 1998       | Titulaire, remplacé par Alain Boghossian à la 73e minute.           |
| 22                                     | 24 juin 1998                           | Stade de Gerland, Lyon, France                    | Danemark                               | V 2 - 1                                | Premier tour de la Coupe du monde 1998       | Titulaire et buteur, remplacé par Alain Boghossian à la 65e minute. |
| 23                                     | 28 juin 1998                           | Stade Bollaert, Lens, France                      | Paraguay                               | V 1 - 0 b.e.o                          | Huitième de finale de la Coupe du monde 1998 | Titulaire, remplacé par Alain Boghossian à la 70e minute.           |
| 24                                     | 3 juillet 1998                         | Stade de France, Saint-Denis, France              | Italie                                 | N 0 - 0 4-3 t.a.b                      | Quart de finale de la Coupe du monde 1998    | Titulaire.                                                          |
| 25                                     | 8 juillet 1998                         | Stade de France, Saint-Denis, France              | Croatie                                | V 2 - 1                                | Demi-finale de la Coupe du monde 1998        | Titulaire.                                                          |
| 26                                     | 12 juillet 1998                        | Stade de France, Saint-Denis, France              | Brésil                                 | V 3 - 0                                | Finale de la Coupe du monde 1998             | Titulaire et buteur.                                                |
| 27                                     | 10 octobre 1998                        | Stade Loujniki, Moscou, Russie                    | Russie                                 | V 3 - 2                                | Éliminatoires de l'Euro 2000                 | Titulaire, remplacé par Alain Boghossian à la 46e minute.           |
| 28                                     | 20 janvier 1999                        | Stade Vélodrome, Marseille, France                | Maroc                                  | V 1 - 0                                | Match amical                                 | Entre en jeu à la place de Didier Deschamps à la 46e minute.        |
| 29                                     | 10 février 1999                        | Stade de Wembley, Londres, Angleterre             | Angleterre                             | V 2 - 0                                | Match amical                                 | Titulaire.                                                          |
| 30                                     | 27 mars 1999                           | Stade de France, Saint-Denis, France              | Ukraine                                | N 0 - 0                                | Éliminatoires de l'Euro 2000                 | Titulaire, remplacé par Alain Boghossian à la 78e minute.           |
| 31                                     | 5 juin 1999                            | Stade de France, Saint-Denis, France              | Russie                                 | D 2 - 3                                | Éliminatoires de l'Euro 2000                 | Titulaire et buteur.                                                |
| 32                                     | 9 juin 1999                            | Stade de Montjuïc, Barcelone, Espagne             | Andorre                                | V 1 - 0                                | Éliminatoires de l'Euro 2000                 | Titulaire, remplacé par Patrick Vieira à la 57e minute.             |
| 33                                     | 23 février 2000                        | Stade de France, Saint-Denis, France              | Pologne                                | V 1 - 0                                | Match amical                                 | Titulaire, remplacé par Patrick Vieira à la 58e minute.             |
| 34                                     | 29 mars 2000                           | Hampden Park, Glasgow, Écosse                     | Écosse                                 | V 2 - 0                                | Match amical                                 | Titulaire.                                                          |
| 35                                     | 26 avril 2000                          | Stade de France, Saint-Denis, France              | Slovénie                               | V 3 - 2                                | Match amical                                 | Entre en jeu à la place de Didier Deschamps à la 63e minute.        |
| 36                                     | 28 mai 2000                            | Stade Maksimir, Zagreb, Croatie                   | Croatie                                | V 2 - 0                                | Match amical                                 | Titulaire, remplacé par Patrick Vieira à la 46e minute.             |
| 37                                     | 4 juin 2000                            | Stade Mohammed-V, Casablanca, Maroc               | Japon                                  | N 2 - 2 4-2 t.a.b                      | Tournoi Hassan II 2000                       | Titulaire.                                                          |
| 38                                     | 6 juin 2000                            | Stade Mohammed-V, Casablanca, Maroc               | Maroc                                  | V 5 - 1                                | Tournoi Hassan II 2000                       | Entre en jeu à la place de Thierry Henry à la 74e minute.           |
| 39                                     | 11 juin 2000                           | Stade Jan-Breydel, Bruges, Belgique               | Danemark                               | V 3 - 0                                | Premier tour de l'Euro 2000                  | Titulaire.                                                          |
| 40                                     | 16 juin 2000                           | Stade Jan-Breydel, Bruges, Belgique               | Tchéquie                               | V 2 - 1                                | Premier tour de l'Euro 2000                  | Titulaire, remplacé par Youri Djorkaeff à la 46e minute.            |
| 41                                     | 28 juin 2000                           | Stade Roi Baudouin, Bruxelles, Belgique           | Portugal                               | V 2 - 1 b.e.o                          | Demi-finale de l'Euro 2000                   | Titulaire, remplacé par Robert Pirès à la 87e minute.               |
| 42                                     | 16 août 2000                           | Stade Vélodrome, Marseille, France                | Sélection FIFA                         | V 5 - 1                                | Match amical                                 | Titulaire, remplacé par Robert Pirès à la 46e minute.               |
| 43                                     | 2 septembre 2000                       | Stade de France, Saint-Denis, France              | Angleterre                             | N 1 - 1                                | Match amical                                 | Titulaire et buteur.                                                |
| 44                                     | 4 octobre 2000                         | Stade de France, Saint-Denis, France              | Cameroun                               | N 1 - 1                                | Match amical                                 | Titulaire.                                                          |
| 45                                     | 7 octobre 2000                         | Ellis Park Stadium, Johannesbourg, Afrique du Sud | Afrique du Sud                         | N 0 - 0                                | Match amical                                 | Entre en jeu à la place de Martin Djetou à la 75e minute.           |
| 46                                     | 15 novembre 2000                       | Stade İnönü du BJK, Istanbul, Turquie             | Turquie                                | V 4 - 0                                | Match amical                                 | Titulaire, remplacé par Martin Djetou à la 69e minute.              |
| 47                                     | 27 février 2001                        | Stade de France, Saint-Denis, France              | Allemagne                              | V 1 - 0                                | Match amical                                 | Titulaire.                                                          |
| 48                                     | 24 mars 2001                           | Stade de France, Saint-Denis, France              | Japon                                  | V 5 - 0                                | Match amical                                 | Titulaire, remplacé par Patrick Vieira à la 46e minute.             |
| 49                                     | 28 mars 2001                           | Stade de Mestalla, Valence, Espagne               | Espagne                                | D 1 - 2                                | Match amical                                 | Titulaire.                                                          |
| 50                                     | 25 avril 2001                          | Stade de France, Saint-Denis, France              | Portugal                               | V 4 - 0                                | Match amical                                 | Titulaire, remplacé par Willy Sagnol à la 86e minute.               |
| 51                                     | 15 août 2001                           | Stade de la Beaujoire, Nantes, France             | Danemark                               | V 1 - 0                                | Match amical                                 | Titulaire.                                                          |
| 52                                     | 1er septembre 2001                     | Estadio Nacional de Chile, Santiago, Chili        | Chili                                  | D 1 - 2                                | Match amical                                 | Titulaire.                                                          |
| 53                                     | 6 octobre 2001                         | Stade de France, Saint-Denis, France              | Algérie                                | V 4 - 1                                | Match amical                                 | Titulaire et buteur, remplacé par Claude Makélélé à la 56e minute.  |
| 54                                     | 13 février 2002                        | Stade de France, Saint-Denis, France              | Roumanie                               | V 2 - 1                                | Match amical                                 | Titulaire et buteur, remplacé par Claude Makélélé à la 46e minute.  |
| 55                                     | 27 mars 2002                           | Stade de France, Saint-Denis, France              | Écosse                                 | V 5 - 0                                | Match amical                                 | Titulaire.                                                          |
| 56                                     | 17 avril 2002                          | Stade de France, Saint-Denis, France              | Russie                                 | N 0 - 0                                | Match amical                                 | Titulaire, remplacé par Alain Boghossian à la 62e minute.           |
| 57                                     | 18 mai 2002                            | Stade de France, Saint-Denis, France              | Belgique                               | D 1 - 2                                | Match amical                                 | Titulaire.                                                          |
| 58                                     | 26 mai 2002                            | Big Bird Stadium, Suwon, Corée du Sud             | Corée du Sud                           | V 3 - 2                                | Match amical                                 | Titulaire.                                                          |
| 59                                     | 31 mai 2002                            | Seoul World Cup Stadium, Séoul, Corée du Sud      | Sénégal                                | D 0 - 1                                | Premier tour de la Coupe du monde 2002       | Titulaire.                                                          |
| 60                                     | 6 juin 2002                            | Stade Asiade de Busan, Pusan, Corée du Sud        | Uruguay                                | N 0 - 0                                | Premier tour de la Coupe du monde 2002       | Titulaire.                                                          |
| 61                                     | 21 août 2002                           | Stade du 7 Novembre, Radès, Tunisie               | Tunisie                                | N 1 - 1                                | Match amical                                 | Entre en jeu à la place d'Éric Carrière à la 46e minute.            |
| 62                                     | 20 novembre 2002                       | Stade de France, Saint-Denis, France              | RF Yougoslavie                         | V 3 - 0                                | Match amical                                 | Titulaire.                                                          |
| 63                                     | 12 février 2003                        | Stade de France, Saint-Denis, France              | Tchéquie                               | D 0 - 2                                | Match amical                                 | Titulaire, remplacé par Benoît Pedretti à la 75e minute.            |

#### Buts internationaux
| # | Date             | Lieu                                 | Adversaire | Résultat | Compétition                            | Détail | Détail             | Détail | Sél. |
| - | ---------------- | ------------------------------------ | ---------- | -------- | -------------------------------------- | ------ | ------------------ | ------ | ---- |
| 1 | 24 juin 1998     | Stade de Gerland, Lyon, France       | Danemark   | V 2 - 1  | Premier tour de la Coupe du monde 1998 | 56e    | du pied gauche     | 2-1    | 22e  |
| 2 | 12 juillet 1998  | Stade de France, Saint-Denis, France | Brésil     | V 3 - 0  | Finale de la Coupe du monde 1998       | 90+3e  | du pied gauche     | 3-0    | 26e  |
| 3 | 5 juin 1999      | Stade de France, Saint-Denis, France | Russie     | D 2 - 3  | Éliminatoires de l'Euro 2000           | 48e    | c.f du pied gauche | 1-1    | 31e  |
| 4 | 2 septembre 2000 | Stade de France, Saint-Denis, France | Angleterre | N 1 - 1  | Match amical                           | 64e    | du pied droit      | 1-0    | 43e  |
| 5 | 6 octobre 2001   | Stade de France, Saint-Denis, France | Algérie    | V 4 - 1  | Match amical                           | 31e    | du pied gauche     | 2-0    | 53e  |
| 6 | 13 février 2002  | Stade de France, Saint-Denis, France | Roumanie   | V 2 - 1  | Match amical                           | 26e    | du pied gauche     | 2-0    | 54e  |

## Palmarès

### En club
Formé à l'AS Monaco, il joue ses premiers matchs professionnel lors de la saison 1988-1989 et atteint la finale de Coupe de France où il est titulaire mais l'ASM s'incline contre l'Olympique de Marseille. C'est deux saisons plus tard, qu'il remporte son premier titre, en soulevant la Coupe de France contre ce même Olympique de Marseille. Cette même année, il est vice-champion de France puis de nouveau l'année suivante où il atteint la finale de Coupe d'Europe des vainqueurs de coupe et la finale de Coupe de France pour la troisième fois mais la finale n'aura jamais lieu du fait de la Catastrophe de Furiani dans l'autre demi-finale. Il est sacré champion de France en 1997 avant de quitter le club et rejoindre Arsenal.
Dès sa première saison à Arsenal, il est Champion d’Angleterre en 1998 avec Arsenal et s'offre un doublé Coupe-Championnat en remportant la Coupe d’Angleterre. La saison suivante commence par une victoire lors du Community Shield et termine par une place de vice-champion d'Angleterre tout comme sa troisième et dernière saison où il remporte son deuxième Community Shield avant de termine de nouveau vice-champion mais s'offrant également une finale de Coupe UEFA perdue aux tirs au but contre le Galatasaray SK.
Après une saison au FC Barcelone, il revient en Angleterre au Chelsea FC. En trois saisons, il est finaliste de la Coupe d’Angleterre en 2002 et vice-champion d'Angleterre en 2004.

### En équipe de France
Avec l'équipe de France, Emmanuel Petit compte 63 sélections et 6 buts entre 1990 et 2003. Il remporte la Coupe du Monde en 1998 et le Championnat d’Europe des Nations en 2000. Il participe également à l'Euro 1992 et à la Coupe du monde 2002 et remporte la Coupe Kirin en 1994.
| AS Monaco (2) | Arsenal (4) | Chelsea                                                                                       | Équipe de France (2)                                                              |
| --- | --- | --------------------------------------------------------------------------------------------- | --------------------------------------------------------------------------------- |
| - Championnat de France : - Champion : 1997 - Vice-champion : 1991 et 1992 - Coupe de France : - Vainqueur : 1991 - Finaliste : 1989 - Coupe des Vainqueurs de Coupe : - Finaliste : 1992 | - Championnat d’Angleterre : - Champion : 1998 - Vice-champion : 1999 et 2000 - Coupe d’Angleterre : - Vainqueur : 1998 - Community Shield : - Vainqueur : 1998 et 1999 - Coupe UEFA : - Finaliste : 2000 | - Championnat d’Angleterre : - Vice-champion : 2004 - Coupe d’Angleterre : - Finaliste : 2002 | - Coupe du Monde : - Vainqueur : 1998 - Championnat d’Europe : - Vainqueur : 2000 |

### Distinctions individuelles
- Élu révélation de l'année 1990 par France Football
- Membre de l'équipe-type de Division 1 en 1997
- Élu joueur du mois du championnat d'Angleterre en avril 1998
- Nommé dans l'équipe-type du championnat d'Angleterre en 1999
- Élu 12e au Ballon d'Or France Football en 1998
- Élu Onze de Bronze en 1998 par Onze Mondial

### Distinctions collectives
- Équipe européenne de l'année France Football avec l'équipe de France en 1998 et en 2000
- Oscar d'honneur UNFP avec l'équipe de France de 1998 en 1999
- Équipe de l'année World Soccer Awards avec l'équipe de France en 2000
- Trophée d'honneur UNFP avec l'équipe de France de 1998 en 2008
- Trophée d'honneur UNFP avec l'équipe de France de 2000 en 2016

### Records et repères
- Fait partie de l'équipe de France qui dispute 19 matchs sans défaite (entre le 29 avril 1989 et le 20 novembre 1991)
- Fait partie de l'équipe de France qui dispute 30 matchs sans défaite (entre le 16 février 1994 et le 9 octobre 1996)
- 1er match en Division 1 : FC Sochaux - AS Monaco (1-2), le 18 mars 1989
- 1re sélection en Équipe de France : France-Pologne (0-0), le 15 août 1990
- Dernière sélection en Équipe de France : France-République Tchèque (0-2), le 12 février 2003

## Décorations
- Chevalier de la Légion d'honneur le 1er septembre 1998

## Citations
- «On se souviendra longtemps de ses coups de gueule, mais plus encore de sa radieuse activité, patte gauche, au service de la collectivité. » (France Football, sur Emmanuel Petit, 20 décembre 2005)
- «J'ai beaucoup de mal avec les Français. Je n'ai jamais vu un peuple aussi arrogant, suffisant, menteur et hypocrite. »[29]
- «Les gens n'aiment pas Thierry Henry, affirme-t-il. En Angleterre, il a une statue. Cela veut dire beaucoup de choses. Il est adulé là-bas, ça vous dérange ? Alors regardez ailleurs. Cela me fatigue. Que peut-on reprocher à Thierry Henry ? Sa main contre l'Irlande ? Il a aidé à la qualification en Coupe du monde. La France est hypocrite et lâche. Parfois, je me dis qu'en ayant été envahis par les Allemands, on serait mieux dirigés aujourd'hui. »[30]
- «Quand Brandão prend un mois de prison pour un coup de tête, Cahuzac est encore en liberté, Thévenoud siège toujours à l’Assemblée nationale. Et on ne parle que de ceux qui ont été pris la main dans le sac. »[29]
- «Raymond Domenech, c'est le Jérôme Kerviel du football français, il a mis tout le monde dans sa bulle. »[31]
- «A-t-on vraiment gagné la Coupe du monde ? »[32]
- Sur Zinédine Zidane, son coéquipier en équipe nationale : « En équipe de France, on ne s'est pratiquement jamais parlé. Je ne cherche pas à l'égratigner. Je lui reproche de ne pas prendre position sur des sujets de société. Quand les banlieues brûlaient, un mec comme Thuram a eu le courage de parler, pas Zidane. Ce que je lui reproche surtout, c'est d'être trop proche des grands patrons français. »[33]
- Kylian Mbappé, qui a rejoint le Real Madrid en été 2024, galère à s'intégrer dans son nouveau challenge, avec des performances quelconques malgré quelques buts depuis son arrivée. Le champion du monde 1998, consultant RMC, a affirmé avec aplomb et sérieux, sur l'antenne de l'After, qu'il croyait très sérieusement à un maraboutage de Kylian Mbappé ! « Moi je pense qu’il a vraiment été marabouté. Moi j’y crois à ces choses là, vous vous n’y croyez pas. Je le dis parce que je l’assume. J’y crois, il y a pas mal de choses dans lesquelles je crois. Les occidentaux n’y croient pas, ce n’est pas dans leur culture, on est très cartésien. Moi j’y crois.»[34]
- En janvier 2025, dans l’émission Monday Night Football, alors qu’il se rappelait ses bons moments passés à Highbury, Emmanuel Petit a rendu hommage à son ancien coach du côté des Gunners Pat Rice, l’ancien adjoint d’Arsène Wenger : «Il s’est également battu avec Pat Rice, repose en paix Pat.» Cependant, Pat Rice est bien vivant du haut de ses 75 ans. David Jones, le présentateur de l’émission l’a immédiatement corrigé : «j’ai de bonnes nouvelles, Pat Rice vous adresse ses meilleurs vœux. Il n’est pas vraiment parti. Il est vivant et en pleine forme.» Une bonne nouvelle finalement qui a valu les rires de Jamie Carragher et les excuses d’Emmanuel Petit : «je suis désolé ! Désolé Pat. Je suis confus. Je suis vraiment désolé Pat. Pat, j’ai fait une erreur, désolé.»[35]

## Sponsoring
Emmanuel Petit a souvent été sollicité par des marques pour être leur égérie ou apparaître dans des publicités. Après la Coupe du monde 1998, les retombées ont été immédiates. Opel fait appel au footballeur en septembre 1998 pour sa campagne Corsa. Il figure également sur la jaquette française du jeu vidéo FIFA 2000 . C’est ensuite au tour de "Tuc" (les gâteaux) de solliciter Emmanuel Petit en 1999, d’ASSU 2000, puis de L’Oréal et de Pepsi en 2002. Le 31 mai 2016 Emmanuel Petit a signé un contrat avec la plateforme de trading en ligne UFX.com pour devenir l'ambassadeur de marque français de l'entreprise. Il apparaît dans les campagnes en ligne et télévisées d'UFX, Trader comme des Pros, aux côtés de l'ambassadeur de marque britannique et ancien joueur de rugby, Mike Tindall.

## Divers
- Il a inscrit le 1000e but de l'équipe de France, le 12 juillet 1998 en finale de la Coupe du monde 98

- Chanson : Un an déjà (3-0) en duo avec Sophie Thalmann.

- Emmanuel Petit s'est engagé aux côtés de la Fondation du Sport pour lutter contre l'obésité chez les jeunes. Plus précisément il a tourné dans un film court de "Bien manger, c'est bien joué !" un programme d'éducation nutritionnel et de sensibilisation à l'importance de l'activité physique pour les enfants et conçu par la Fondation du Sport.

- Depuis décembre 2012, il est membre du conseil de surveillance du FC Rouen.
- Emmanuel Petit est également le parrain de l'Association Huntington France, qui "œuvre pour soutenir les personnes touchées par la maladie de Huntington et leurs familles, informer le corps médical et paramédical, sensibiliser l’opinion et les pouvoirs publics, contribuer à la recherche". La maladie de Huntington est une maladie génétique neurodégénérative héréditaire pour laquelle il n’existe à ce jour aucun traitement curatif[42].

### Biographie
- Emmanuel Petit (auto-biographie), Emmanuel Petit - À fleur de peau, édition Prolongations, 2008.
- Emmanuel Petit (auto-biographie, essai sur le football), Franc-tireur (avec Kader Boudaoud), Solar éditions / France télévisions, Septembre 2015